# از شر شیطان نجاتمان ده (فیلم ۲۰۲۰)
از شر شیطان نجاتمان ده (انگلیسی: Deliver Us from Evil; کره‌ای: 다만 악에서 구하소서) یک فیلم اکشن محصول سال ۲۰۲۰ کره جنوبی به نویسندگی و کارگردانی هونگ وون چان و با بازی هوانگ جونگ مین، لی جونگ جه و پارک جونگ مین است. این فیلم در تایلند، کره جنوبی و ژاپن فیلم‌برداری شد و تقریباً ۸۰ درصد فیلم‌برداری در تایلند انجام شد. این فیلم همکاری مجدد بازیگران هوانگ و لی پس از فیلم دنیای جدید (۲۰۱۳) است. این فیلم قرار بود در اوایل ژوئیه اکران شود اما در ۵ اوت ۲۰۲۰ در سینماهای کره جنوبی اکران شد. این فیلم یک موفقیت تجاری بود و اکران آن در ۲۸ اکتبر ۲۰۲۰ در کره جنوبی به پایان رسید. این فیلم در مارس ۲۰۲۱ در ایالات متحده آمریکا اکران شد.